# ليندا آدامز
ليندا آدامز (بالإنجليزية: Linda Adams)‏ هي مغنية بريطانية، ولدت في 1954.

## وصلات خارجية
- ليندا آدامز على موقع ميوزك برينز (الإنجليزية)
- ليندا آدامز على موقع ديسكوغز (الإنجليزية)